# Seattle Sounders FC 2012
Questa voce raccoglie le informazioni riguardanti il Seattle Sounders Football Club nelle competizioni ufficiali della stagione 2012.

## Rosa
| N. |                         | Ruolo | Calciatore        |
| -- | ----------------------- | ----- | ----------------- |
| 1  | Austria (bandiera)      | P     | Michael Gspurning |
| 3  | Stati Uniti (bandiera)  | C     | Brad Evans        |
| 4  | Stati Uniti (bandiera)  | D     | Patrick Ianni     |
| 5  | Svezia (bandiera)       | D     | Adam Johansson    |
| 6  | Cuba (bandiera)         | C     | Osvaldo Alonso    |
| 7  | Stati Uniti (bandiera)  | A     | Eddie Johnson     |
| 8  | Stati Uniti (bandiera)  | D     | Marc Burch        |
| 10 | Argentina (bandiera)    | C     | Mauro Rosales     |
| 11 | RD del Congo (bandiera) | C     | Steve Zakuani     |
| 12 | Costa Rica (bandiera)   | D     | Leonardo González |
| 14 | Ghana (bandiera)        | D     | Michael Tetteh    |
| 15 | Uruguay (bandiera)      | C     | Álvaro Fernández  |
| 16 | Stati Uniti (bandiera)  | A     | David Estrada     |
| 17 | Colombia (bandiera)     | A     | Fredy Montero     |
| 19 | Canada (bandiera)       | A     | Babayele Sodade   |

| N. |                              | Ruolo | Calciatore\|         |
| -- | ---------------------------- | ----- | -------------------- |
| 20 | Stati Uniti (bandiera)       | D     | Zach Scott           |
| 21 | Trinidad e Tobago (bandiera) | A     | Cordell Cato         |
| 22 | Stati Uniti (bandiera)       | C     | Mike Seamon          |
| 23 | Stati Uniti (bandiera)       | C     | Servando Carrasco    |
| 24 | Stati Uniti (bandiera)       | A     | Roger Levesque       |
| 25 | Inghilterra (bandiera)       | C     | Andy Rose            |
| 26 | Stati Uniti (bandiera)       | A     | Sammy Ochoa          |
| 27 | Stati Uniti (bandiera)       | C     | Alex Caskey          |
| 28 | Danimarca (bandiera)         | C     | Christian Sivebæk    |
| 29 | Stati Uniti (bandiera)       | P     | Josh Ford            |
| 31 | Stati Uniti (bandiera)       | D     | Jeff Parke           |
| 33 | Stati Uniti (bandiera)       | P     | Andrew Weber         |
| 34 | Colombia (bandiera)          | D     | Jhon Kennedy Hurtado |
| 35 | Stati Uniti (bandiera)       | P     | Bryan Meredith       |